# Japan Ice Hockey League 1995/96
Die Saison 1995/96 war die 30. Spielzeit der Japan Ice Hockey League, der höchsten japanischen Eishockeyspielklasse. Meister wurden zum insgesamt achten Mal in der Vereinsgeschichte die Seibu Prince Rabbits. Topscorer mit 78 Punkten wurde Ryan Fujita von Meister Seibu Prince Rabbits.

## Modus
In der Regulären Saison absolvierte jede der sechs Mannschaften insgesamt 40 Spiele. Die beiden Erstplatzierten spielten anschließend in einer Best-of-Five-Serie den Meister unter sich aus. Für einen Sieg erhielt jede Mannschaft zwei Punkte, bei einem Unentschieden einen Punkt und bei einer Niederlage null Punkte.

## Reguläre Saison

### Tabelle
|    | Team                       | GP | W  | L  | T | GF  | GA  | Pts |
| -- | -------------------------- | -- | -- | -- | - | --- | --- | --- |
| 1. | Seibu Prince Rabbits       | 40 | 30 | 9  | 1 | 183 | 124 | 61  |
| 2. | Ōji Eagles                 | 40 | 25 | 13 | 2 | 185 | 131 | 52  |
| 3. | Kokudo Ice Hockey Club     | 40 | 28 | 7  | 5 | 185 | 112 | 61  |
| 4. | Furukawa Ice Hockey Club   | 40 | 14 | 25 | 1 | 123 | 183 | 27  |
| 5. | Nippon Paper Cranes        | 40 | 9  | 29 | 2 | 140 | 171 | 18  |
| 6. | Snow Brand Ice Hockey Club | 40 | 7  | 30 | 3 | 111 | 206 | 17  |

GP = Spiele, W = Siege, L = Niederlagen, T = Unentschieden

## Finale
- Seibu Prince Rabbits – Ōji Eagles 3:0 Siege (4:2, 7:6, 5:2)

### Topscorer
Abkürzungen: T = Tore, A = Assists, P = Punkte
|     | Spieler          | Team     | T  | A  | P  |
| --- | ---------------- | -------- | -- | -- | -- |
| 1.  | Ryan Fujita      | Seibu    | 44 | 34 | 78 |
| 2.  | Norio Suzuki     | Ōji      | 20 | 45 | 65 |
| 3.  | Andrei Popugajew | Cranes   | 25 | 29 | 54 |
| 4.  | Tom Kurvers      | Seibu    | 18 | 34 | 52 |
| 5.  | Chris Bright     | Seibu    | 27 | 22 | 49 |
| 6.  | Akihito Sugisawa | Ōji      | 24 | 24 | 48 |
| 6.  | Toshiyuki Sakai  | Kokudo   | 20 | 28 | 48 |
| 6.  | Radek Gardon     | Furukawa | 18 | 30 | 48 |
| 9.  | Chris Yule       | Kokudo   | 27 | 18 | 45 |
| 10. | Hiroshi Matsuura | Ōji      | 23 | 20 | 43 |

## Auszeichnungen
- Most Valuable Player – Matthew Kabayama, Seibu Prince Rabbits
- Rookie of the Year – Tsutsumi Otomo, Kokudo Ice Hockey Club

## All-Star-Team
| Tor          | Shinichi Iwasaki (Kokudo) | Shinichi Iwasaki (Kokudo) | Shinichi Iwasaki (Kokudo) | Shinichi Iwasaki (Kokudo) | Shinichi Iwasaki (Kokudo) | Shinichi Iwasaki (Kokudo) |
| Verteidigung | Tom Kurvers (Seibu)       | Tom Kurvers (Seibu)       | Tom Kurvers (Seibu)       | Anatoli Fedotow (Ōji)     | Anatoli Fedotow (Ōji)     | Anatoli Fedotow (Ōji)     |
| Sturm        | Ryan Fujita (Seibu)       | Ryan Fujita (Seibu)       | Norio Suzuki (Ōji)        | Norio Suzuki (Ōji)        | Radek Gardon (Furukawa)   | Radek Gardon (Furukawa)   |